# Battus
Battus — род дневных бабочек из семейства Парусники. Гусеницы развиваются на растениях рода Кирказон.

## Ареал
Северная Америка, Южная Америка

## Виды
- Battus belus (Cramer, 1777) — Центральная и Южная Америка
- Battus crassus (Cramer, 1777) — Центральная и Южная Америка
- Battus devilliersii (Godart, 1823) — Куба и Багамы
- Battus eracon (Godman & Salvin, 1897) — Мексика
- Battus ingenuus (Dyar, 1907) — Мексика, Центральная и Южная Америка
- Battus laodamas (C. & R. Felder, 1859) — Мексика, Центральная и Южная Америка
- Battus lycidas (Cramer, 1777) — Мексика, Центральная и Южная Америка
- Battus madyes (Doubleday, 1846) — Южная Америка
- Battus philenor (Linnaeus, 1771) — Северная и Центральная Америка
- Battus polydamas (Linnaeus, 1758) — Северная, Центральная и Южная Америка
- Battus polystictus (Butler, 1874) — Южная Америка
- Battus zetides (Munroe, 1971) — Гаити и Доминикана

## Галерея

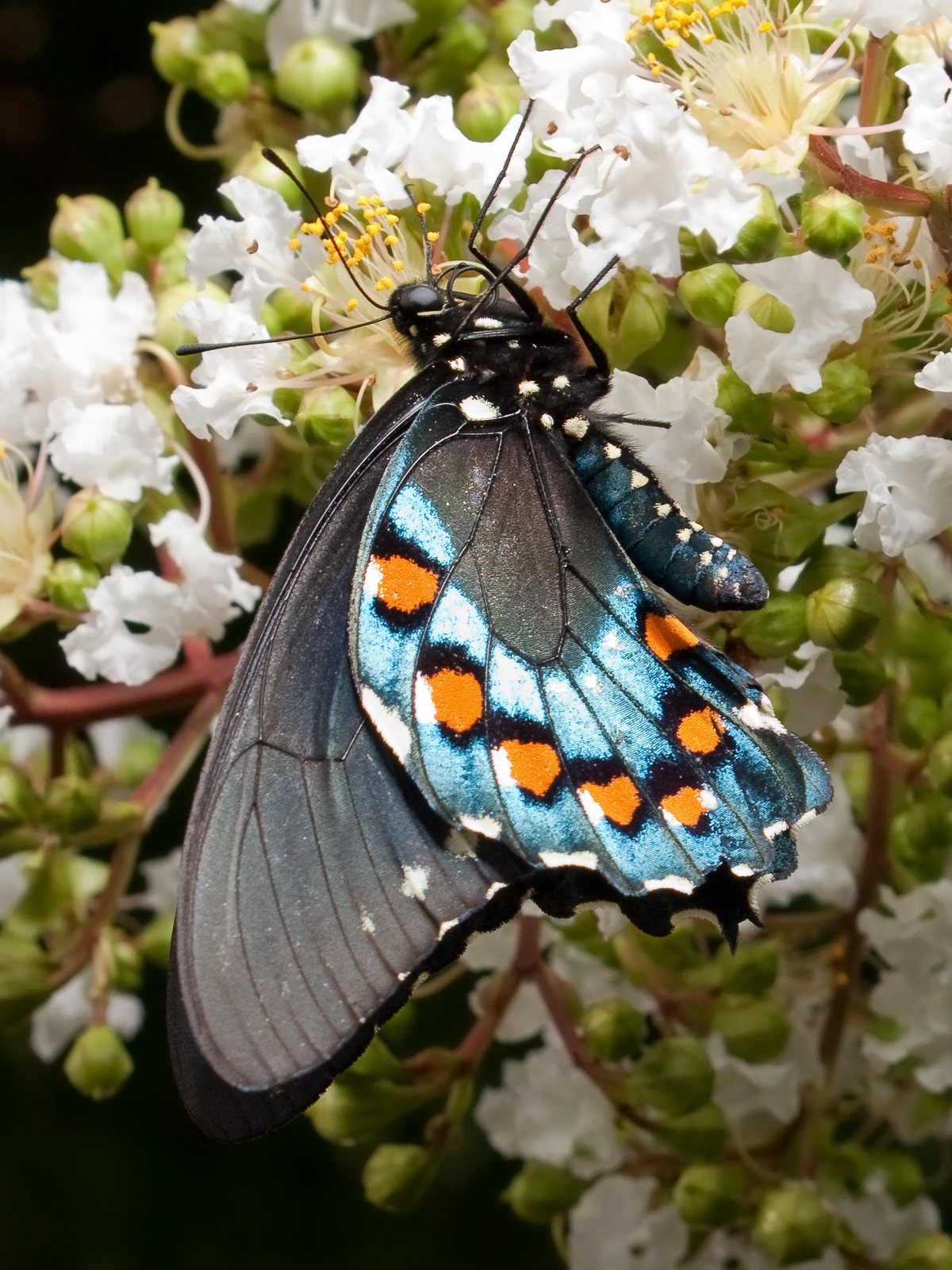
Battus philenor
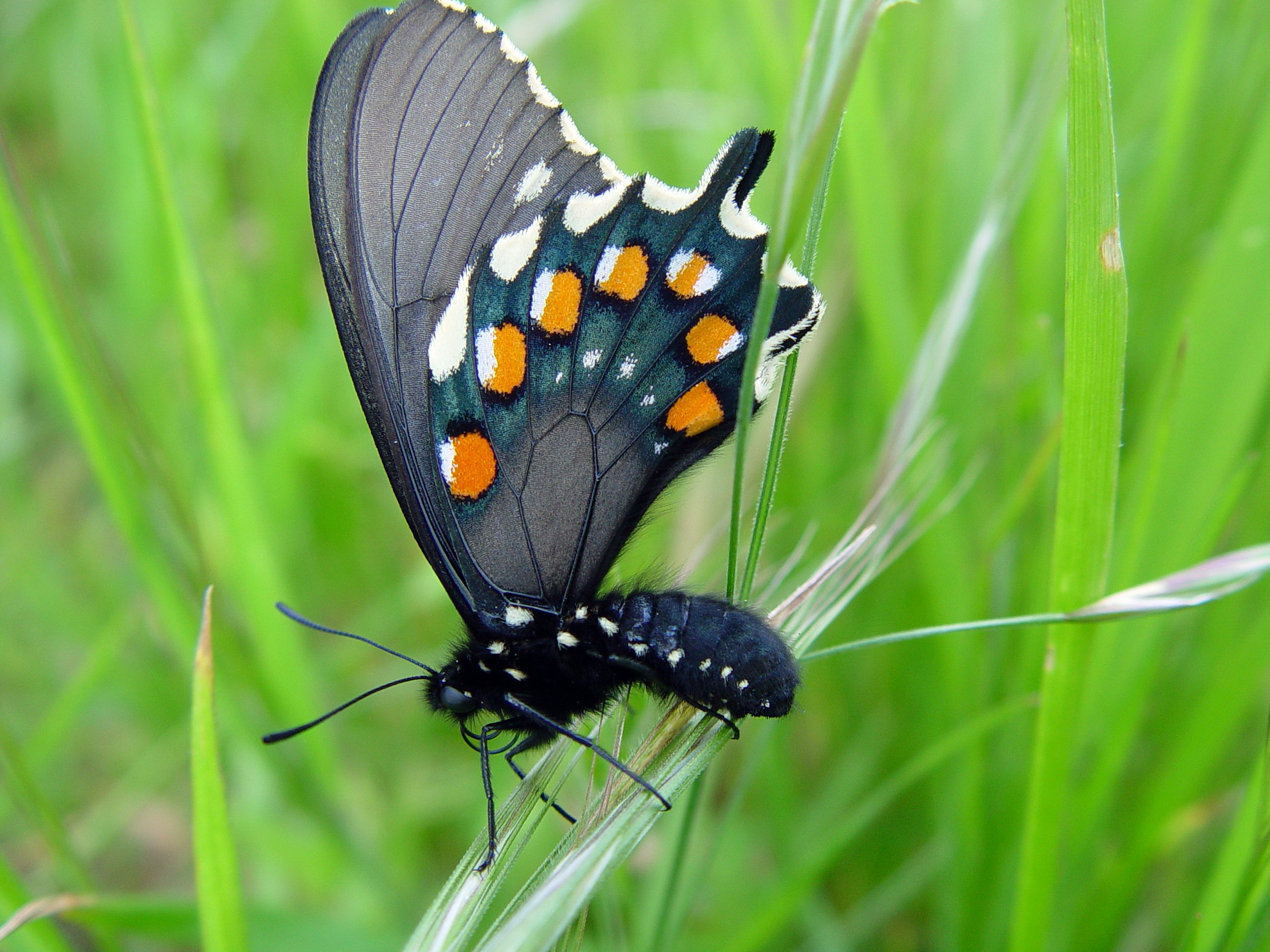
Battus philenor
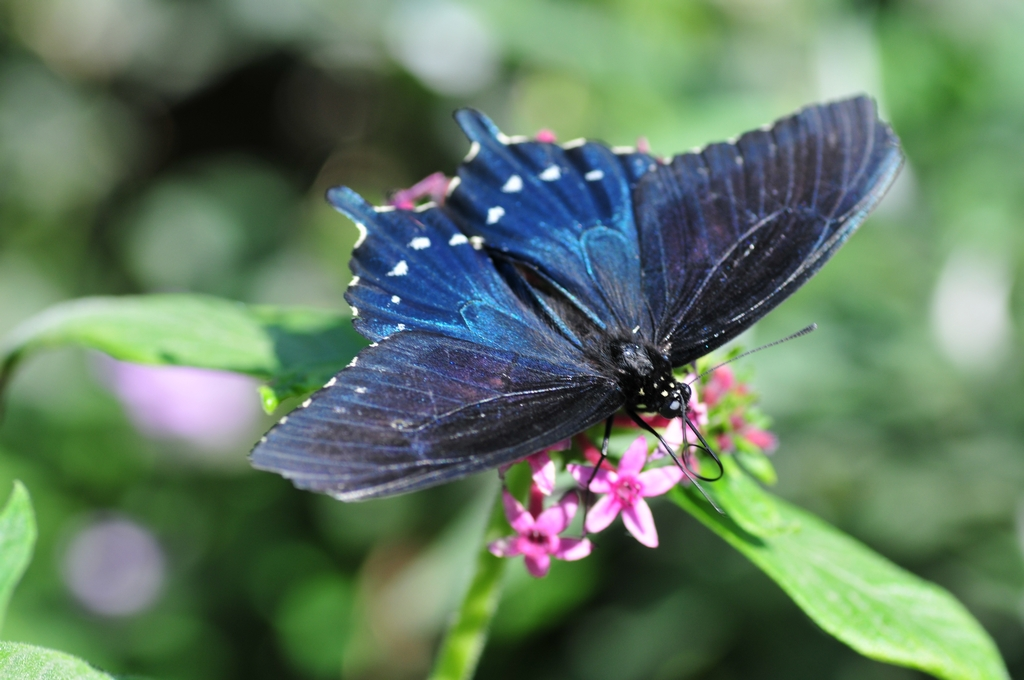
Battus philenor